# 妮科尔·海斯利特
妮科尔·海斯利特（英語：Nicole Haislett，1972年12月16日—），美国女子游泳运动员，主攻自由泳。她曾代表美国参加1992年夏季奥林匹克运动会游泳比赛，获得三枚金牌。